# Panda (canção)
"Panda" é uma canção do rapper norte-americano Desiigner, gravada para a sua mixtape de estreia New English. O seu lançamento ocorreu, primeiramente, a 15 de dezembro de 2015, mas posteriormente foi relançado digitalmente na iTunes Store a 22 de fevereiro de 2016.

## Desempenho nas tabelas musicais

### Posições
| Tabela musical (2016)                        | Melhor posição |
| -------------------------------------------- | -------------- |
| Alemanha - Single-Charts                     | 13             |
| Austrália - ARIA Singles Chart               | 7              |
| Áustria - Ö3 Austria Top 40                  | 19             |
| Bélgica - Ultratop 50 (Flandres)             | 13             |
| Bélgica - Ultratop 50 (Valónia)              | 31             |
| Canadá - Canadian Hot 100                    | 4              |
| Dinamarca - Tracklisten                      | 10             |
| Escócia - Scottish Singles Chart             | 24             |
| Estados Unidos - Billboard Hot 100           | 1              |
| Estados Unidos - Billboard Pop Songs         | 21             |
| Estados Unidos - Billboard R&B/Hip-Hop Songs | 1              |
| Finlândia - Suomen virallinen lista          | 10             |
| França - SNEP                                | 16             |
| Hungria - Single Top 40                      | 6              |
| Irlanda - Top 100 Singles                    | 16             |
| Itália - FIMI                                | 25             |
| Noruega - VG-lista                           | 14             |
| Nova Zelândia - NZ Top 40 Singles            | 4              |
| Países Baixos - Mega Single Top 100          | 8              |
| Países Baixos - Dutch Top 40                 | 15             |
| Portugal - Top 100 Singles                   | 9              |
| Reino Unido - UK Singles Chart               | 7              |
| Reino Unido - UK R&B Singles Chart           | 2              |
| Suécia - Sverigetopplistan                   | 12             |
| Suíça - Schweizer Hitparade                  | 12             |

### Certificações
| País           | Provedor | Certificação |
| -------------- | -------- | ------------ |
| Austrália      | ARIA     | 2× Platina   |
| Estados Unidos | RIAA     | 3× Platina   |
| França         | SNEP     | Platina      |
| Itália         | FIMI     | Platina      |
| Nova Zelândia  | RMNZ     | Platina      |
| Reino Unido    | BPI      | Platina      |